# لگام سرزنش

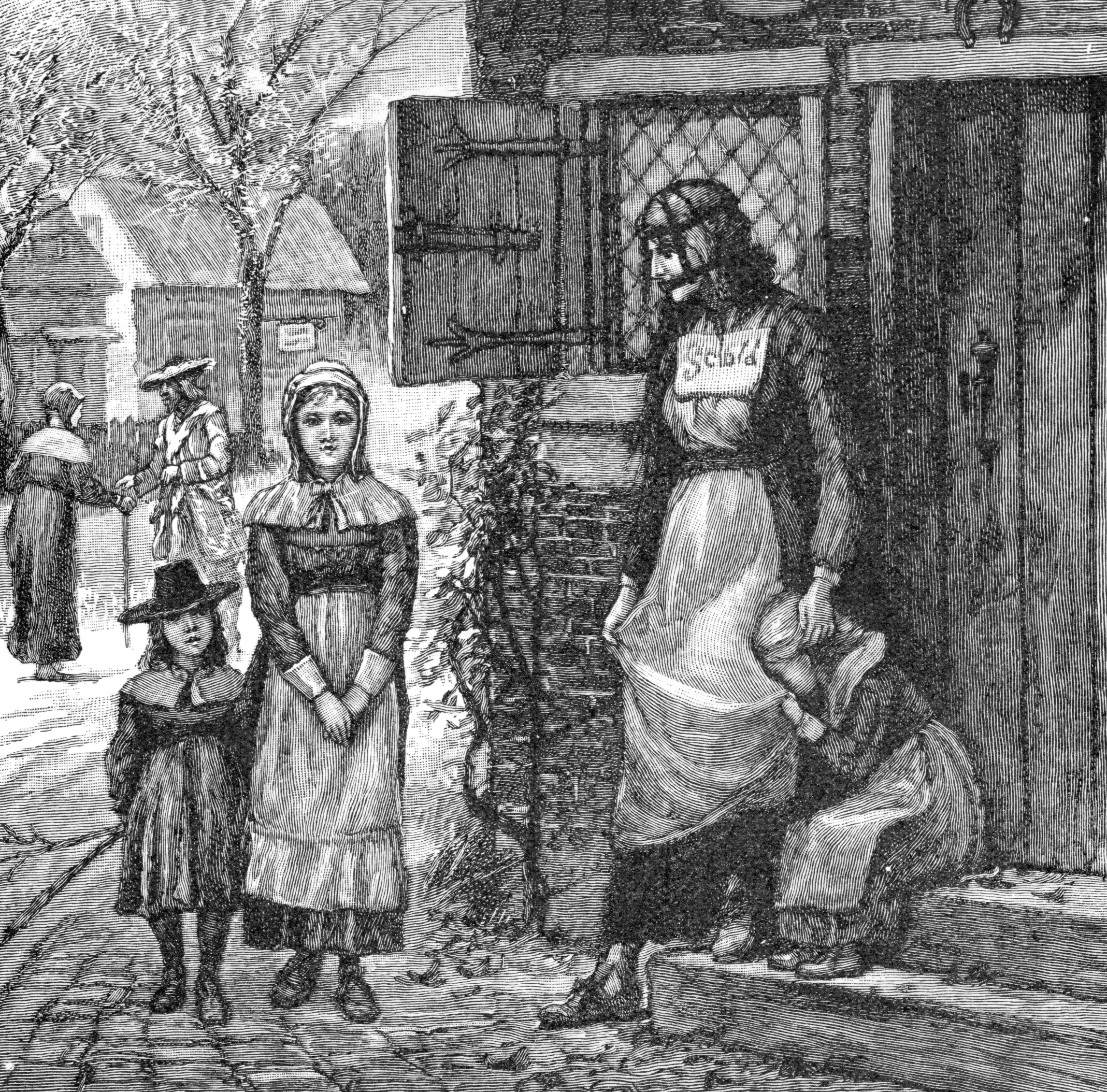
یک زن غرغروی بددهن در نیو انگلند مستعمره، از یک متن چاپ‌شده با چاپ سنگی در کتاب «تاریخ مختصر ایالات متحده آمریکا» اثرِ «جوئل دورمن استیل» و «استر بیکر استیل» از سال ۱۸۸۵

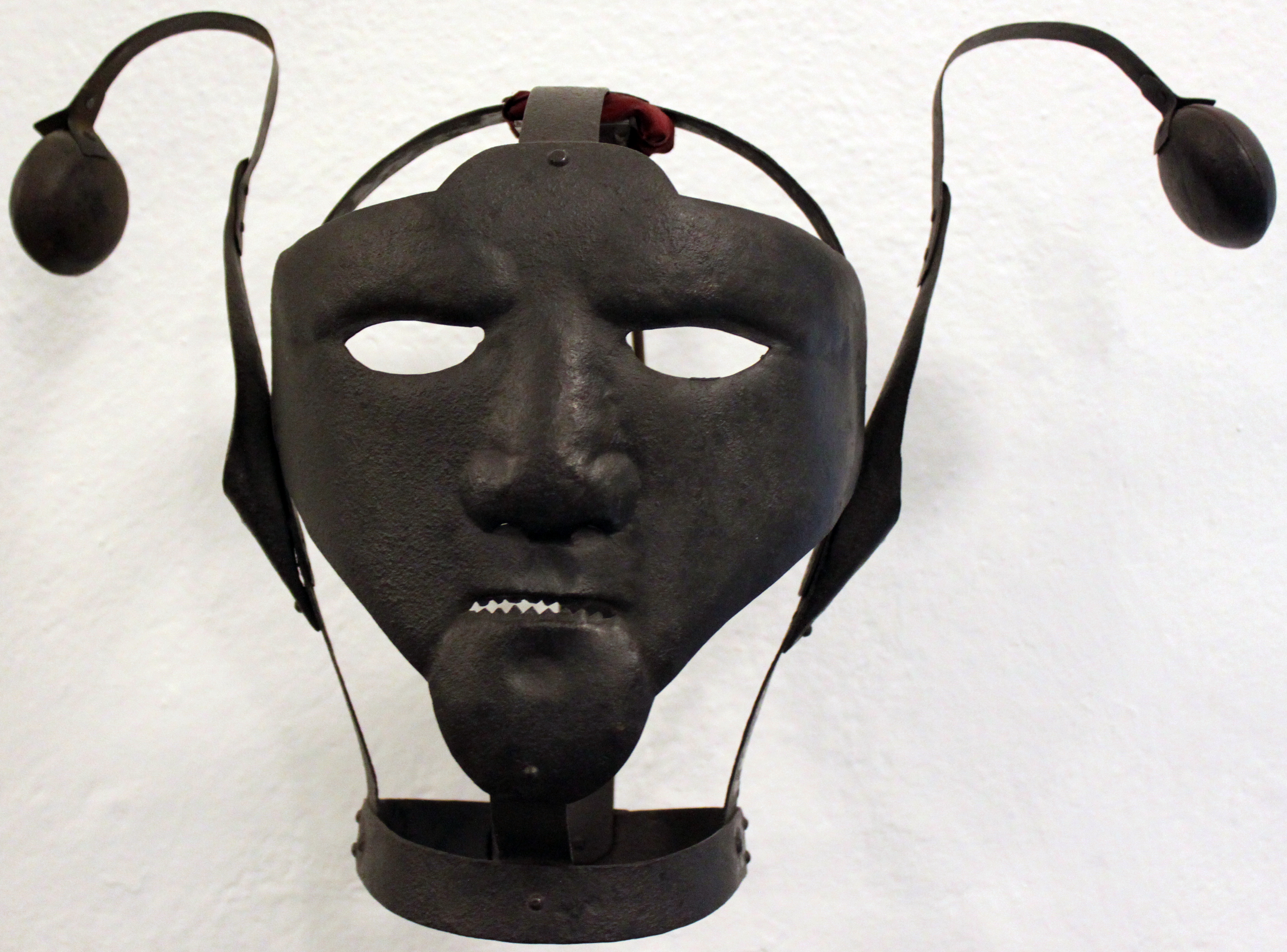
لگام سرزنش قرن هجدهم در موزهٔ مرکیشس در برلین

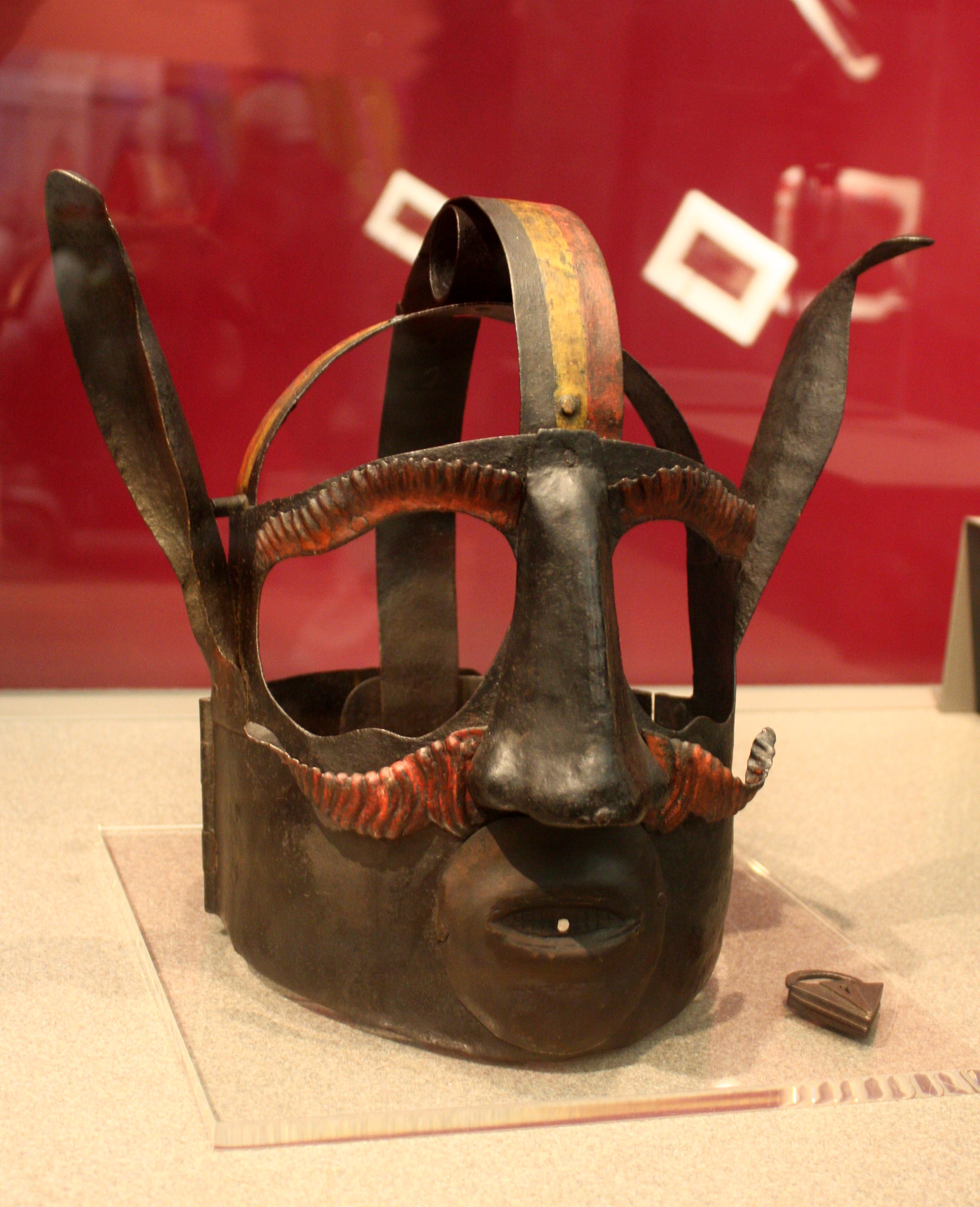
یک لگام سرزنش اسکاتلندی در موزه و نگارخانه کلوینگروو، گلاسکو

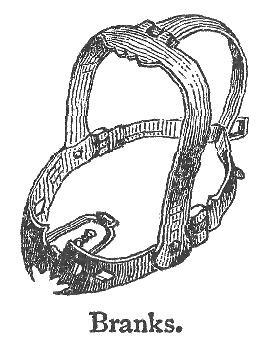
لگام سرزنش، دارای چهارچوب آهنی لولایی برای محصور کردن سر و یک دهان‌چپان و قفل زبان برای قرار گرفتن در دهان و پائین‌فشردن زبان

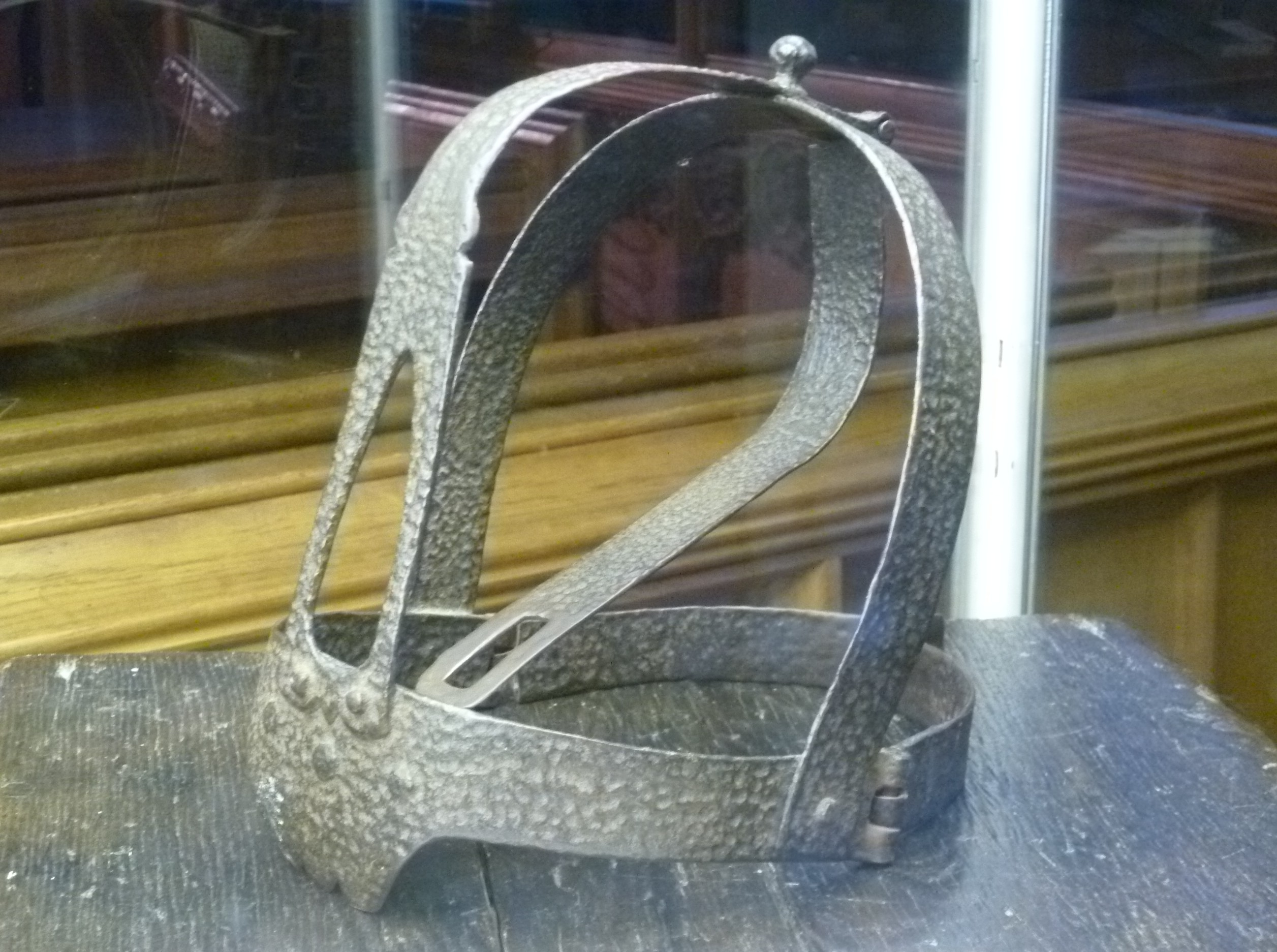
نمونه‌ای از این ابزار در سنت اندروز

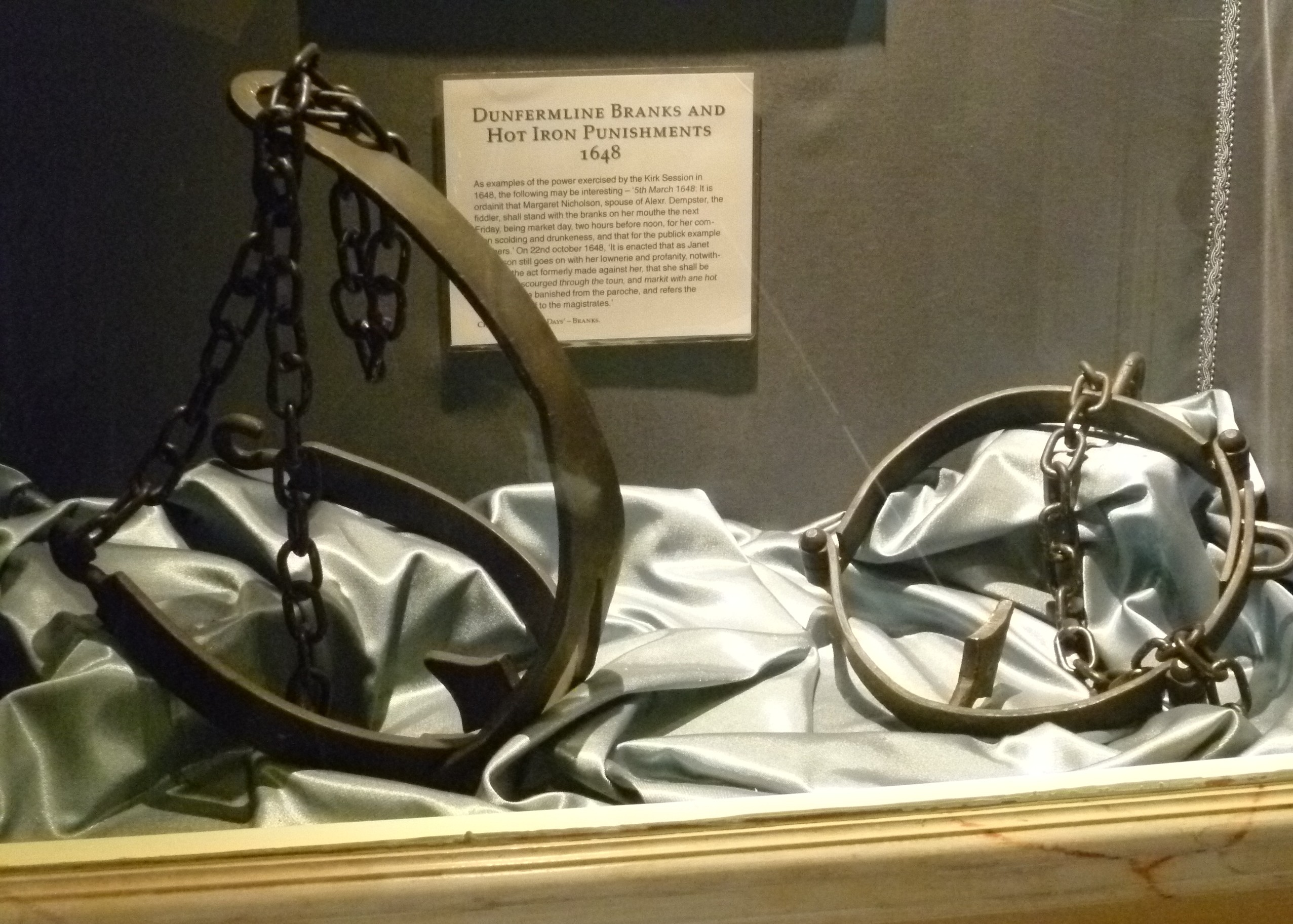
نمونه‌ای از لگام سرزنش در شهر دانفرملین در سدهٔ ۱۷ میلادی

لگام سرزنش (انگلیسی: Scold's bridle) که با نام‌های دیگری چون لگام جادوگر، افسار سخن‌چینی، افسار زن بددهن، افسار غرغرو
یا به اختصار قفل زبان (انگلیسی: Branks) هم شناخته می‌شود؛ ابزاری برای تنبیه و نوعی تحقیر عمومی بود. این وسیله یک دهان‌بند با چارچوب آهنی بود که سر را هم محصور می‌کرد (برخی از افسارها، نقاب‌هایی داشتند که رنج را به تصویر می‌کشیدند). یک لگام دهان‌بند (یا دهان‌چپان)، تقریباً به اندازهٔ ۵٫۱ × ۲٫۵ سانتی‌متر در دهان فرو می‌کردند تا زبان را به سمت پائین بفشارد، و این صفحه همچون یک ابزار فشارنده، خار یا تیغک‌هایی داشت که روی زبان می‌نشست و موجب می‌شد فرد کاملاً از صحبت کردن باز بماند و همچنین باعث درد شدید، آسیب‌های جسمانی و ترساندن و ارعاب فرد و وادارکردنش به تسلیم و اطاعت می‌شد. لگام سرزنش اغلب به درخواست شوهران یا سایر اعضای خانواده بر روی سرِ زنان بسته می‌شد. این موضوع از صحبت کردن آنان جلوگیری می‌کرد و منجر به عوارض جانبی ناخوشایند و بسیاری از جمله ترشح بیش از حد بزاق و رخوت دهان می‌شد. گاهی برای تحقیر بیشتر فرد، زنگوله‌ای نیز برای جلب توجه اطرافیان و رهگذران به این وسیله نصب می‌شد. سپس پوشنده را با یک طناب دور شهر می‌گرداندند. واژه Scold در این عبارت به دو معنای «سرزنش» و «زن سرکش» به کار رفته‌است.

## خاستگاه و هدف

### انگلستان و اسکاتلند
قفل زبان نخستین بار در سال ۱۵۶۷ در اسکاتلند ثبت شد و در انگلستان و مستعمرات آن نیز استفاده شد. جلسه و نشست‌های بزرگان قوم یا دادگاه‌های بارون‌ها در اسکاتلند این ترفند را بیشتر برای مجازات متخلفان زن و زنانی که بی‌ادب و پررو، نق‌زن یا پرخاشگر و عربده‌جو بودند، اجرا می‌کردند.
زدن دهان‌بند و قفل زبان (موسوم به «برنکینگ» در اسکاتلند و شمال انگلستان) به عنوان «مجازاتی آینه‌ای» برای بداخلاق‌ها یا سرزنش‌کنندگان - زنان طبقات پایین که گفتارشان «آشوبگرانه» یا «دردسرساز» تلقی می‌شد - و برای ممانعت از صحبت کردن آنها طراحی شد.
از این وسیله همچنین به عنوان تنبیه بدنی برای سایر جرایم، به ویژه در مورد زنان محبوس در
نوانخانه یا اروگاه‌های کار استفاده می‌شد. شخصی را که باید تنبیه می‌کردند برای تحقیر بیشتر در یک مکان عمومی قرار می‌دادند و گاهی کتک هم می‌زدند.
اسناد قصبه لنارک نمونه‌ای رایج از یک مجازات استفاده شده را ثبت می‌کند: «اگر الیزابت بار دیگر دهان به بدگویی، سرزنش و عیب‌جویی باز کند … بر سر [او باید] تاج برنکینگ گذاشته شده و [پس از آن] طرد و نفی بلد شود.» (۱۶۵۳ لنارک بی. سند شمارهٔ ۱۵۱).
این تنبیه اگرچه اساساً در مورد زنان استفاده می‌شود، اما سوابق و اسناد به‌جا مانده از شهرهای بزرگ اسکاتلند نشان می‌دهد که دهان‌بند و قفل زبان در مواقعی برای مردان نیز استفاده می‌شد: «پاتریک پِـرَت مجازات خواهد شد… بسته‌شده به صلیب این قصبه، محبوس در قفل برنکینگ [سربند و دهان‌بند قفل شده]» (۱۵۹۱ آبردین بی سند شمارهٔ ۲–۷۱) / «او باید به‌مدت ۲۴ ساعت در این وسیله قرار گیرد» (۱۵۵۹ (حوالی ۱۶۵۰) داندی بی. قانون ۱۹).
وقتی این وسیله روی سر «سخن‌چین» گذاشته می‌شد، وی را در شهر می‌گرداندند تا به همه نشان دهند که او مرتکب تخلفی شده یا بیش از حد غرغر کرده و نق زده‌است. هدف از این کار تحقیر فرد خاطی برای «توبه» از اقدامات تحریک‌آمیز و «شورشگرانه» خود بود. یک تیغه یا خار داخل دهان‌بند و روی زبان قرار داشت که مانع از هر گونه صحبت کردن می‌شد زیرا هر حرکت دهان و صحبت کردن می‌توانست باعث بریدگی شدید زبان یا سوراخ شدن آن شود. هنگام پوشیدن این وسیله، غذا خوردن یا صحبت کردن برای شخص غیرممکن بود. سایر انواع این وسیله تنبیهی شامل یک زبان‌بند قابل تنظیم با لبه تیز بود که باعث می‌شد هر حرکت دهان منجر به پارگی زبان شود.
در اسکاتلند، ممکن است این وسیله تنبیهی را به‌طور دائمی در معرض دید عموم قرار دهند، به‌عنوان مثال، آن را به صلیب شهر، باسکول عمومی شهر یا دیوار ساختمان شهرداری آویزان می‌کردند تا همه آن را ببیند. سپس، مراسم تحقیر، با نمایش عمومی فرد محکوم‌شده انجام می‌شد. نمایش این وسیله در ملاء عام برای یادآوری عواقب هر اقدام عجولانه یا تهمت به مردم بود. چه فرد خاطی طی مراسمی به محل اجرای حکم منتقل می‌شد و چه به سادگی به آن مکان برده شود، روند فرایند تحقیر و توبه مورد انتظار در هر دو حالت یکسان بود. زمان ماندن در این افسار معمولاً توسط جلسه و نشست‌های بزرگان قوم در اسکاتلند یا یک قاضی محلی مشخص می‌شد.
گاهی زنان کوئیکر به دلیل تبلیغ آموزه‌های دینی خود در مکان‌های عمومی توسط مقامات غیرکوئیکر تنبیه می‌شدند.
یوغ‌های آهنی گردن از نظر اثر شبیه به تخته‌بند بودند، اما فرد مورد تنبیه را از صحبت بازنمی‌داشت. به‌طور کلی این وسیله‌ها همگی در انگلستان و اسکاتلند در سده‌های ۱۶ و ۱۷ مورد استفاده بود.

### دنیای جدید
لگام سرزنش در دنیای جدید کاربرد چندانی نداشت اگرچه الاودا اکویانو گزارش کرد که معمولاً برای کنترل بردگان ویرجینیا در اواسط قرن هجدهم استفاده می‌شد.
اِشکراوا آناستاسیا (آناستازیا، بردهٔ مؤنث) یک قدیس مردمی برزیلی است که گفته می‌شود به دلیل پوشیدن یک پوزه‌بند آهنی تنبیهی درگذشت.

## نمونه‌های تاریخی

### اسکاتلند
در سال ۱۵۶۷، «بسی تِـلفِـر» ظاهراً به «بیلی توماس هانتر» در ادینبورگ تهمت زد و گفت که از پیمانه یا سنگ محک نادرست استفاده می‌کند. بسی به «برنکینگ» (قفل زبان) محکوم شد و به مدت یک ساعت به صلیب بسته شد.

### انگلستان
در قرن هفدهم، دو لگام برای استفاده توسط قضات محلی بخش والسال خریداری شد، اما مشخص نیست که چه اتفاقی برای آنها افتاده‌است یا حتی از آنها استفاده شده‌است یا خیر.
در واتون-آن-تیمز در ساری، یک نمونهٔ عیناً تقلید شده از لگام سرزنش مربوط به سال ۱۶۳۳ که در سال ۱۹۶۵ به سرقت رفته بود، در یک کابینت مخصوص در اتاق گردهمایی کلیسا قرار دارد، با این نوشته که «چستر به والتون یک افسار هدیه می‌دهد، برای مهار زبان زنانی که بسار بیهوده صحبت می‌کنند.» مطابق فرهنگ شفاهی آن منطقه چستر به دلیل شایعات یک زن، ثروتی هنگفت را از دست داد و ابزار مهار یا شکنجه را از روی عصبانیت و کینه ارائه کرد. طبق گفتهٔ کلیسا این وسیله در سال ۱۷۲۳ از چستر به این محله آورده شد.
مدیوال لاندن (۱۹۰۶) شش مورد را ابزار لگام سرزنش را که تا آن هنگام حفظ شده بود، نام برده‌است: «به عقیده من، شاخه‌هایی که تا به امروز حفظ شده‌اند… در ووستر، لودلاو، نیوکاسل-آندر-لایم، آکسفورد، شروزبری... لیچفیلد... و بسیاری مکان‌های دیگر».
در اواخر سال ۱۸۵۶ چنین موردی در قصبهٔ «بولتون لِمورس» واقع در لانکاشر استفاده شد.

## در هنر و ادبیات داستانی
در رمان لگام سرزنش اثر مینت والترز این وسیله یکی از مولفه‌های مهم داستان است.
در صحنه‌هایی از فیلم بریمستون، یکی از شخصیت‌های فیلم با بازی کاریس فن هاوتن یک لگام سرزنش بر سر دارد.